# Josef Müller (numismatik)
Josef Müller (2. listopadu 1834 Kutná Hora – 26. prosince 1910 Vídeň) byl rakouský a český numismatik, ředitel hlavní mincovny ve Vídni a politik, na sklonku 19. století poslanec Českého zemského sněmu.

## Biografie
Jeho otcem byl František Müller, soukeník a majitel hospodářství.
Vystudoval pražskou techniku a pak hornickou akademii v Banské Štiavnici. Poté intenzivně cestoval a roku 1858 nastoupil do mincovny v Benátkách. Zde působil po osm let. Odborně se rozvíjel a asistoval české komunitě v italských Benátkách. V roce 1866 pobýval služebně v Paříži. Následujícího roku ho rakouská vláda vyslala do Haliče, kde měl v Krakově zřídit filiálku mincovního a puncovního úřadu, který pak od roku 1870 sám řídil. V roce 1877 přešel do centrální mincovny ve Vídni. Postupoval na vyšší funkce, až se stal ředitelem této mincovny (funkci zastával v letech 1897–1901). Získal Řád železné koruny a titul dvorního rady. Je autorem četných odborných studií v oboru numismatiky a mincovnictví. Podílel se na utvoření české terminologie v těchto oborech. Zabýval se i historickým bádáním. V univerzitní knihovně objevil vzácný rukopis středověké kroniky Přibíka Pulkavy z Radenína a dokázal jeho autenticitu.
Koncem 80. let 19. století se zapojil i do zemské politiky. Ve volbách v roce 1889 byl zvolen v městské kurii (volební obvod Kutná Hora) do Českého zemského sněmu. Politicky patřil k staročeské straně.
V závěru života pobýval ve Vídni. Nadále ale udržoval kontakt s českými společenskými a politickými elitami. Dopisoval si s F. L. Riegrem. V jeho bytě se pravidelně scházeli vídeňští čeští intelektuálové.
Zemřel v prosinci 1910.